# Ildeu Moreira
Ildeu de Castro Moreira (Capela Nova, Minas Gerais) é um físico brasileiro conhecido pelas suas pesquisas sobre popularização da ciência no Brasil. Ele recebeu o Prêmio José Reis de Divulgação Científica em 2013.
Desde 2017 Moreira é presidente da Sociedade Brasileira para o Progresso da Ciência.

## Carreira
Graduado em física em 1973 pela Universidade Federal de Minas Gerais (UFMG), é professor do Instituto de Física da Universidade Federal do Rio de Janeiro (UFRJ).

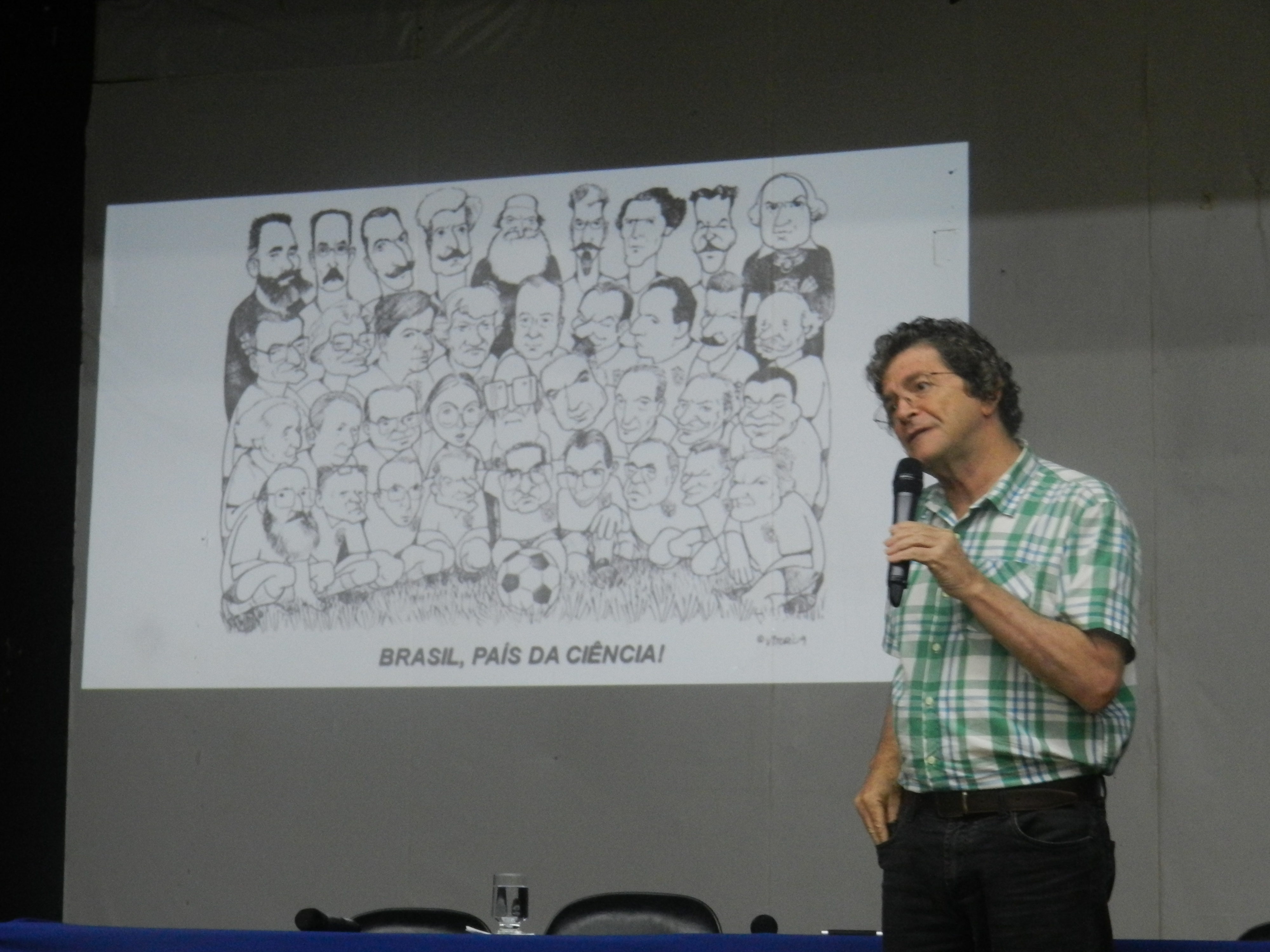
Moreira em uma palestra (outubro de 2018)

## Publicações selecionadas
- «Feynman and his lectures on physics teaching in Brazil». Revista Brasileira de Ensino de Física. 40 (4). 2018. ISSN 1806-1117. doi:10.1590/1806-9126-rbef-2017-0374
- «Como caminha o financiamento à ciência no Brasil: o que nos espera em 2018?». Ciência e Cultura. 70 (1): 4–5. 2018. ISSN 0009-6725. doi:10.21800/2317-66602018000100002